# 1955 en Alberta
Chronologie de l'Alberta
- 1951
- 1952
- 1953
- 1954
- 1955
- 1956
- 1957
- 1958
- 1959

Cette page concerne des événements qui se sont produits durant l'année 1955 dans la province canadienne de l'Alberta.

## Politique
- Premier ministre :   Ernest Manning du Crédit social
- Chef de l'Opposition :  	James Harper Prowse
- Lieutenant-gouverneur :  John James Bowlen.
- Législature :

## Événements
- Mise en service
  - du Southern Alberta Jubilee Auditorium, salle polyvalente située à Calgary[1].
  - du Groat Road Bridge sur la North Saskatchewan River à Edmonton[2].

- 29 juin : élection générale albertaine. Ernest Manning (Crédit social) est réélu avec un sixième mandat et gouvernement majoritaire.

## Naissances
- 17 avril : Erín Moure, aussi connue comme Erin Mouré, née à Calgary, poète canadienne. Elle est également traductrice de poésie, du français, galicien, portugais et espagnol vers l'anglais. Elle a remporté plusieurs prix.
- 21 avril : Doug Soetaert (né à Edmonton), joueur canadien de hockey sur glace occupant la position de gardien après avoir joué pour de très nombreuses équipes dans la LNH, la LAH[3].

- 11 mai : William Paul Young, écrivain né à Grande Prairie, connu pour être l’auteur du roman La Cabane.

- 12 novembre : Lawrence Lemieux, navigateur canadien né  à Edmonton. Il a participé aux Jeux olympiques d'été de 1984 ainsi qu'aux Jeux olympiques d'été de 1988.

- 3 décembre : Melody Anderson, actrice née à Edmonton.
- 5 décembre : Joan Crockatt , née à Lloydminster, personnalité politique canadienne qui a été élue à la Chambre des communes du Canada lors d'une élection partielle le 26 novembre 2012[4]. Membre du parti conservateur du Canada, elle représente la circonscription électorale de Calgary-Centre jusqu'en novembre 2015. Elle est battue en octobre 2015 par le libéral Kent Hehr[5].